# Klaus Roth
Klaus Friedrich Roth (29 tháng 10 năm 1925 – 10 tháng 11 năm 2015) là một nhà toán học người Anh được biết đến với những nghiên cứu về phép xấp xỉ Diophantine, phương pháp "cái sàng lớn" và lý thuyết phân kỳ. Ông sinh tại Breslau, Vương quốc Phổ, nhưng được hưởng nền giáo dục tại UK. Ông tốt nghiệp từ Peterhouse, Cambridge năm 1945. Năm 1946 ông bắt đầu nghiên cứu tại Đại học Luân Đôn dưới sự giám sát của Theodore Estermann.
Năm 1952, Roth đã chứng minh rằng các tập hợp con của tập các số nguyên phải bao gồm vô hạn các cấp số cộng có độ dài là ba, vì vậy đã thiết lập nên trường hợp không tầm thường đầu tiên của định lý Szemerédi. Kết quả cuối cùng của ông, thường được biết đến là Định lý Thue–Siegel–Roth, nhưng cũng có thể gọi là Định lý Roth, có từ năm 1955, khi ông đang là giảng viên của trường Đại học Luân Đôn. Ông được trao tặng Huy chương Fields năm 1958 vì những cống hiến trên.
Ông trở thành Giáo sư trường Đại học Luân Đôn năm 1961, và chuyển đến làm giáo sư tại Đại học Hoàng gia Luân Đôn năm 1966. Ông làm việc tại đó cho đến khi nghỉ hưu năm 1988.